# شینکوت
شینکوت (به لاتین: Shinkot) با نام اصلی تخت سلطان یک منطقهٔ مسکونی در افغانستان است که در ولسوالی پسابند واقع شده‌است. شینکوت ۲٬۵۶۶ متر بالاتر از سطح دریا واقع شده‌است.

## نام
در زمان امان‌الله‌شاه یکی از افراد او به نام وزیر محمدگل مهمند نایب‌الحکومهٔ ولایت بلخ بزرگ شد. وی سیاست پشتون‌سازی را در این ولایت پیشه کرد و نام بسیاری از مناطق ولایت بلخ را تغییر داد. محمدگل مهمند نام این شهر را از تخت‌سلطان که نام تاریخی آن بود به شینکوت تغییر داد.